# واکر لیک (نوادا)
واکر لیک، نوادا (به انگلیسی: Walker Lake, Nevada) یک سکونتگاه مسکونی در ایالات متحده آمریکا است که در شهرستان مینرال، نوادا واقع شده‌است.

## خصوصیات
واکر لیک ۳٫۵ کیلومترمربع مساحت و ۲۷۵ نفر جمعیت دارد.